# Creophilus
Creophilus är ett släkte av skalbaggar som beskrevs av George Samouelle 1819. Creophilus ingår i familjen kortvingar.
Kladogram enligt Catalogue of Life och Dyntaxa:
| Creophilus | \| \| Creophilus erythrocephalus \| \| \| \| \| \| Creophilus maxillosus \| \| \| \| |
|            | \| \| Creophilus erythrocephalus \| \| \| \| \| \| Creophilus maxillosus \| \| \| \| |
|            | Creophilus erythrocephalus                                                           |
|            |                                                                                      |
|            | Creophilus maxillosus                                                                |
|            |                                                                                      |

## Bildgalleri

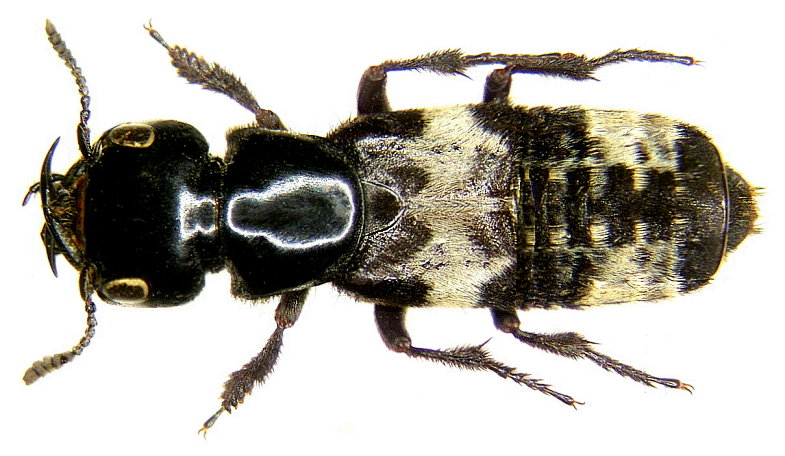
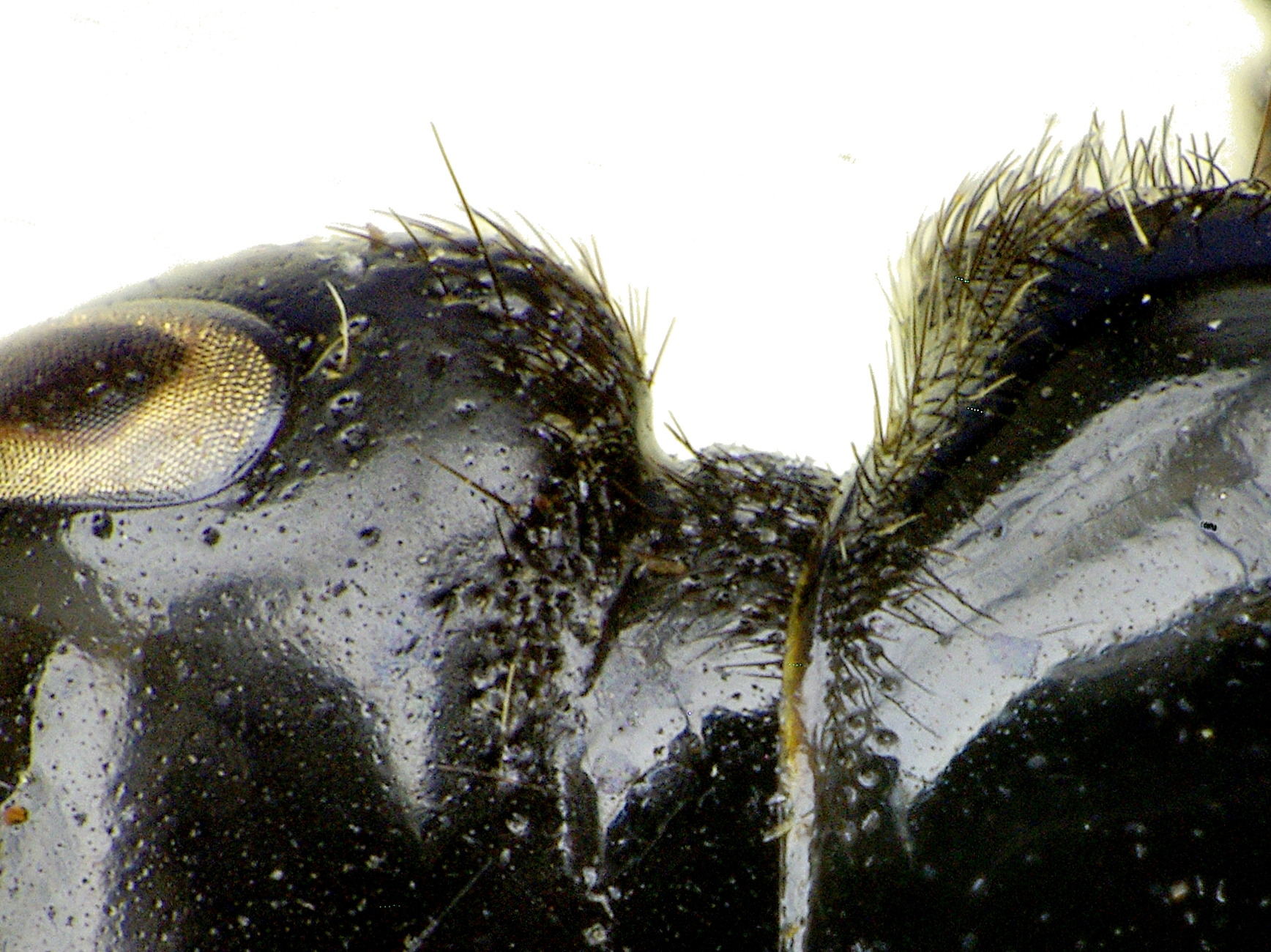
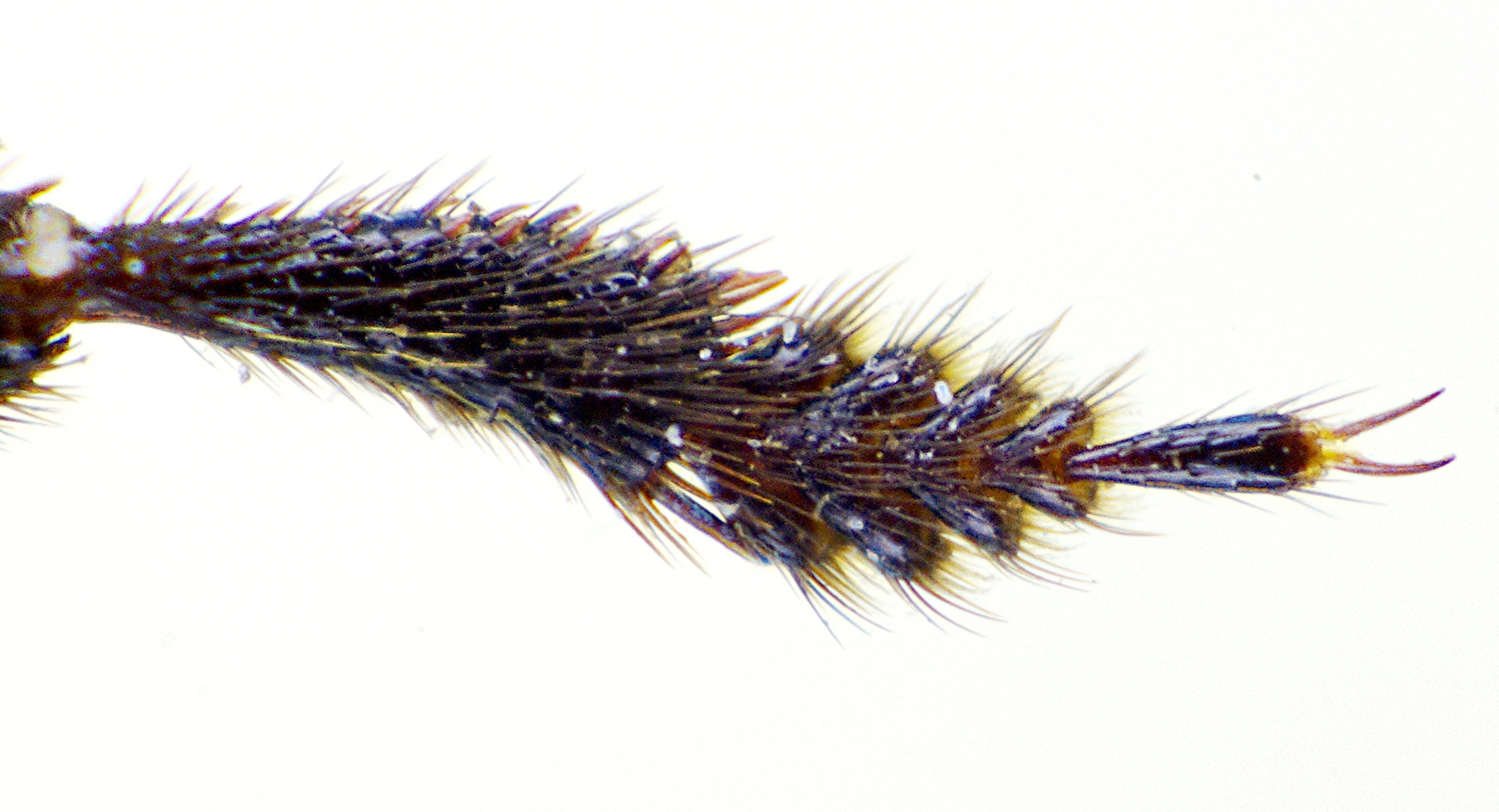
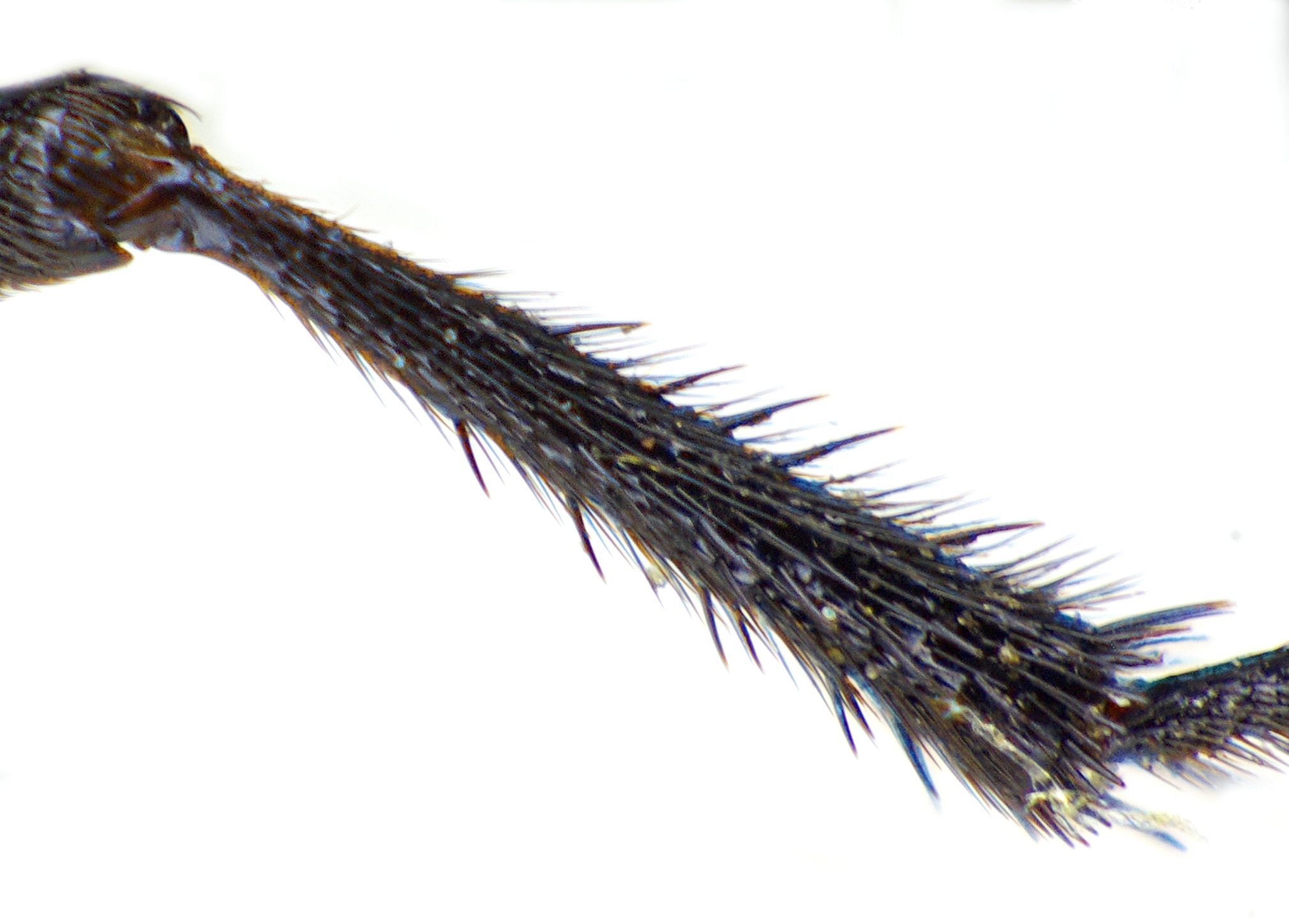